# Mircea Ionescu
Mircea Ionescu (n. 28 aprilie/10 mai 1896, București – d. 18 noiembrie 1980, București) a fost un academician român, chimist, membru corespondent (din 1963) al Academiei Române.